# Sátiro Bilhar
Sátiro Bilhar (* um 1860 im Bundesstaat Ceará, Brasilien; † 23. Oktober 1926 in Rio de Janeiro, eigentlich Sátiro Lopes de Alcântara Bilhar) war ein brasilianischer Gitarrist, Sänger und Komponist.
Er war der Onkel der Pianistin und Komponistin Branca Bilhar (1887–1936).
Bilhar arbeitete als Telegraphist, angestellt bei der Estrada de Ferro Central do Brasil und führte das Leben eines ausgesprochenen Bohemiens. Er gehörte neben Quincas Laranjeiras, Catulo da Paixão Cearense, Heitor Villa-Lobos und Donga zu den bekanntesten Komponisten des Choros seiner Zeit. Er komponierte auch Modinhas, Lundus und Polkas, wie die berühmte Tira a poeira, die von Jacob do Bandolim auf Schallplatte aufgenommen wurde.

## Werkauswahl
- As ondas são anjos que dormem no mar
- Estudo de harpa
- Gosto de ti porque gosto
- O que vejo em teus olhos
- Tira a poeira
- Tu és uma estrela